# 康昂纳米耶努瓦
康昂纳米耶努瓦（法語：Camps-en-Amiénois），或意译作亚眠地区康，是法国上法兰西大区索姆省的一个市镇，属于亚眠区和索姆河畔阿伊县。该市镇2009年时的人口为188人。

## 人口
康昂纳米耶努瓦人口变化图示
| 数据来源：INSEE |